# Поляна (Могилёвская область)
Поляна (бел. Паляна) — деревня в составе Заволочицкого сельсовета Глусского района Могилёвской области Республики Беларусь.

## Население
- 1999 год — 61 человек
- 2009 год — 31 человек